# Kattuvuoma

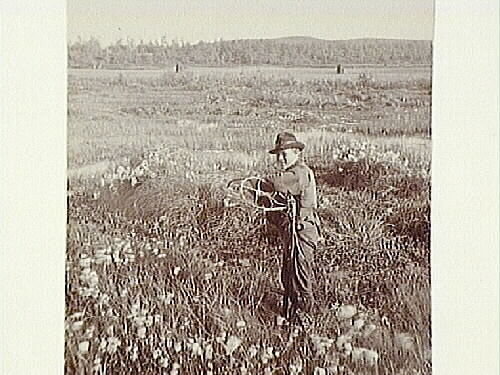
Wiliam Stöckel (född 1896) på myrslåtter i Isovuoma, åtta kilometer öster om Kattuvuoma, 1913. Foto: Borg Mesch

Kattuvuoma (Jostu) är en by inom Talma samebys område vid viken Jostojärvi av Torneträsk i Kiruna kommun. 
Kattuvuomas första riktiga hus byggdes av Herman Stöckel 1850–1860.  En väg förbinder Kattuvuoma åt nordväst med närbelägna Láimoluokta och åt sydost med Salmi. Vägen, som är drygt 20 kilometer lång, har ingen förbindelse med det övriga vägnätet i Sverige.
Vägen har skildrats i Johan Palmgrens dokumentärfilm Vägen till ingenstans från 2024. 
Under andra världskriget upprätthöll den norska motståndsrörelsen kommunikationsbasen Kari vid riksgränsen till Norge, sex kilometer norr om grannbyn Láimoluokta.